# Vice-président étudiant
 (mars 2024).
Si vous disposez d'ouvrages ou d'articles de référence ou si vous connaissez des sites web de qualité traitant du thème abordé ici, merci de compléter l'article en donnant les références utiles à sa vérifiabilité et en les liant à la section « Notes et références ».
Le vice-président étudiant, aussi appelé VPE, est un étudiant élu le plus souvent par le conseil académique. 
Il est en général chargé de la vie étudiante, ensemble assez large, regroupant tout ce qui a trait aux étudiants en tant qu'acteurs (représentation, associations, syndicats) ou usagers (offre de formation, qualité de la vie, doctorants) de l'université.

## Dans les universités françaises
Avec l'application de la loi LRU, son mode de désignation est fixé, c'est le conseil académique qui le nomme. L'article L712-4 du code de l'éducation dispose que les statuts de l'université prévoient les modalités de désignation du vice-président étudiant. Ce vice-président peut recevoir délégation de signature du président. Dans les faits, le rôle des VPE est très différent selon les universités puisque la loi ne fixe pas précisément leur rôle. Avant la loi LRU, la fonction existait dans la plupart des universités mais son mode de désignation était très variable.
En plus de ce VPE légalement défini les universités sont libres de désigner, si elles le souhaitent, des étudiants à des postes proches selon le processus qu'elles souhaitent, dans ce cas toutes les formules sont possibles : il peut être élu par l'ensemble des élus étudiants de l'Université, être élu uniquement par le CA, être nommé par le Président de l'Université, par l'équipe de direction, être élu par le Congrès de l'Université (rassemblement des trois conseils centraux: Conseil d'administration, CFVU, Commission Recherche).
Les compétences des VPE sont plus ou moins élargies : ils peuvent participer aux réunions du Bureau des UFR ou de l'équipe de direction de l'université, être chargés de l'animation de groupes de travail ou même de la gestion de services administratifs comme des « Bureaux de la Vie Étudiante » (services de vie étudiante). 
Le VPE non légalement défini, suivant les universités, peut aussi être nommé chargé de mission ou assesseur. Ce titre n'est apparu que récemment, au cours des années 1990.
D'autres nomenclatures de cette fonction existent, telles qu'étudiant vice-président, vice-président étudiantes et étudiants, ...

### Opposition au poste de VPE
Certains syndicats étudiants, notamment Solidaires Étudiant-e-s, sont opposés à la fonction de VPE pour plusieurs raisons :
- ces organisations défendent un fonctionnement de l'université sans hiérarchie et par la communauté universitaire elle-même, alors que la CFVU (Commission de Formation et de Vie Universitaire) comporte des membres extérieurs à cette communauté.
- ces VPE créent une hiérarchie entre les élus (et par là même renforcent la hiérarchie entre étudiants) et ont tendance à constituer une sorte de prime à la liste majoritaire au détriment du travail collectif des élus de sensibilités différentes et de l'expression démocratique qui est plurielle.
- ils ne sont ni élus ni révocables par les étudiants ou les élus étudiants.
- les VPE sont accusés de plus travailler à des questions d'animation du campus et non à l'ensemble des questions universitaires.
- les VPE sont accusés de former une nouvelle classe de bureaucrates.

### Mutualisation du travail des VPE
Les VPE des universités sont regroupés au sein de la CEVPU (Conférence nationale des Étudiants Vice-Présidents d'Université).
Depuis le 9 octobre 2023, l'actuel président de la CEVPU est Sacha Duperret,, vice-président étudiant du campus de Talence de l'université de Bordeaux.

## Dans les CROUS
Les VPE des CROUS sont élus par l'ensemble des membres du CA du CROUS. Le décret du 22 août 2005 a donné une existence légale au statut de VPE des CROUS.
Ils peuvent présider certaines instances des CROUS (telles que la commission culture-actionS depuis 2003).